# Инарцо
Ина̀рцо (на италиански: Inarzo; на ломбардски: Inars, Инарс) е село и община в Северна Италия, провинция Варезе, регион Ломбардия. Разположено е на 283 m надморска височина. Населението на общината е 1084 души (към 2017 г.).